# Tatort: Schmerzensgeld
Schmerzensgeld ist ein Fernsehfilm aus der Krimireihe Tatort, der vom Hessischen Rundfunk (HR) produziert und am 13. Oktober 1985 im Ersten Deutschen Fernsehen zum ersten Mal gesendet worden ist. Es handelt sich um die 173. Tatort-Folge und den ersten Fall des Kriminalhauptkommissars Edgar Brinkmann, verkörpert durch Karl-Heinz von Hassel. Sein Assistent ist Robert Wegner, der hier von Frank Muth, zuvor aber seit 1974 und in den nächsten 16 Jahren jedoch von diversen und ständig wechselnden Darstellern gespielt wird.

## Handlungsüberblick
Fred Corbut,  Leiter einer Frankfurter Bankfiliale, wird von dem Gangster Max Westernburger erpresst. Deshalb verrät er ihm den Zeitplan für die Geldtransporte, die dadurch von Westernburgers Komplizen überfallen werden sollen. Der Plan wird vereitelt, da der in Geldnot geratene Kurierfahrer Martell selber einen Überfall organisiert. Sein Komplize Hoffmann findet jedoch nur fingierte Geldbündel vor, die der Bankleiter für seinen Erpresser vorbereitet hatte. In der Folge erpresst Hoffmann ebenfalls Corbut, da ihm klar ist, dass nur dieser das Geld ausgetauscht haben kann. Brinkmann und sein Assistent Wegner müssen dieses verworrene Geflecht aus Raub, Erpressung und Unterschlagung entwirren, was ihnen durch ihre solide Polizeiarbeit auch gelingt.

## Handlung
Der Leiter einer Frankfurter Bankfiliale, Fred Corbut, erfährt von seiner Kassiererin  Weber, dass seine Filiale in wenigen Tagen eine vorgezogene Revision durch die Zentrale zu erwarten hat. Offensichtlich schockiert ihn diese Nachricht. Am Abend geht er in ein Spielcasino, wo er die attraktive Laura Winter kennenlernt. Diese bringt ihm Glück und er gewinnt einen Betrag von über DM 150.000,-; aus Vorsicht lässt er sich einen Scheck ausstellen. Als er mit Laura die Spielbank verlässt, werden die beiden vom Gangster Max Westernburger verfolgt, in der Tiefgarage ihres Hauses werden sie von diesem überfallen. Er fordert von Corbut den Gewinn des Abends heraus, Corbut zeigt Westernburger, dass er nur einen Scheck bei sich hat, mit dem der Gangster nichts anfangen kann, da er auf Corbut persönlich ausgestellt ist. Westernburger macht Corbut klar, dass er ihn schon lange beobachtet und weiß, dass Corbut eine halbe Million D-Mark bei seiner Bank unterschlagen hat. Er erpresst Corbut mit seinem Wissen und droht, der Bank einen anonymen Tipp zu geben, falls Corbut ihm dem Gewinn nicht auszahlt. Allerdings bietet er Corbut gleichzeitig an, dass er ihm helfen werde, die Unterschlagung bei der Bank zu vertuschen, wenn er ihm den Gewinn auszahle. Corbut erklärt sich einverstanden, denn Westernburger hat eine genaue Aufstellung, wann Corbut wie viel Geld verspielt hat und würde diese sonst der Bankdirektion übermitteln.
Unterdessen bereitet der Gangster Manni Hoffmann, der den Geldkurier Holger Martell als Komplizen gewinnen konnte, sich mit diesem zusammen auf den Überfall des Geldtransporters vor. Corbut trifft sich abends mit Westernburger und übergibt ihm die Anzahlung. Westernburger schlägt nunmehr einen Plan vor, wie Corbut aus den Schwierigkeiten mit seiner Bank wieder herauskommt, gegen einen Anteil für ihn. Er fragt Corbut nach dem Zeitplan für die Geldtransporte von und zu Corbuts Bank und erklärt Corbut, dass er einen sicheren Plan aushandeln werde, einen Transporter zu überfallen. Derweil wird der Kurierfahrer Martell immer nervöser, doch seine Frau Helen spricht ihm Mut zu, sie bräuchten das Geld für eine eigene Schaffarm in Australien, ohne den Überfall würden sie nie aus ihren beengten Lebensverhältnissen herauskommen. Wenige Tage später bereiten Corbut und seine Kassiererin den Geldtransport vor. Corbut übergibt die Geldkassetten Holger Martell und dessen ahnungslosem Kollegen Lohmers. In einer Tiefgarage wird der Transport wie geplant von Hoffmann überfallen, der Martell absprachegemäß einen Streifschuss am Arm verpasst, um jeden Verdacht eine Mittäterschaft auszuschließen, und dessen Kollegen niederschlägt, bevor er mit dem Geld flüchtet. Vom Überfall nichts ahnend, wartet Westernburger vor einer anderen Filiale vergeblich auf den Geldtransport.
Unterdessen trifft Kommissar Brinkmann mit seinem Assistenten Wegner am Tatort ein, der Arzt verbietet ihm, Martell zu befragen, da dieser noch unter Schock stehe. Westernberger hört unterdessen im Radio von dem Überfall und bricht sein Warten auf den Transporter ab. Unterdessen öffnet Hoffmann in Erwartung des vielen Geldes die Geldkassetten, darin findet er allerdings nur jeweils den oberen Schein, sämtliche andere Scheine in den Bündeln bestehen aus Zeitungspapier. Unterdessen wird Corbut von seiner Zentrale über den Überfall informiert, er geht davon aus, dass Westernburger den Überfall durchziehen konnte. Brinkmann und Wegner vernehmen Lohmers und halten ihm vor, dass sie die Sicherheitsregularien nicht eingehalten hätten, doch er erklärt, sie hätten seit Jahren immer so gearbeitet und es sei nie etwas passiert. Laura sucht am Abend Corbut auf; als er ihr vor dem Überfall erzählt, ist sie nicht schockiert, sondern scheint eher euphorisch zu reagieren. Corbut trifft sich mit Westernburger, dieser macht Corbut vor, er habe den Geldtransporter überfallen und hätte unplanmäßig schießen müssen. Brinkmann und Wegner suchen am nächsten Morgen Martell im Krankenhaus auf, seine Täterbeschreibung widerspricht aber deutlich der seines Kollegen Lohmers. Als sich die Kommissare verabschieden, sucht Helen Martell ihren Mann auf und informiert ihn darüber, dass Hoffmann nur Papier in den Geldkassetten vorgefunden habe. Das Ehepaar vermutet, dass Hoffmann sie reinlegen und die Beute für sich alleine behalten möchte, deshalb sucht Frau Martell Hoffmann auf und bedroht ihn mit einer Waffe. Hoffmann kann sie schließlich davon überzeugen, dass sie alle reingelegt wurden. Während Hoffmann resigniert, will Helen das Geld bei denen holen, die es selbst an sich genommen haben. Sie verdächtigt Corbut oder seine Kassiererin Weber, das Geld herausgenommen zu haben.
Wegner erkennt Frau Martell, als sie in Corbuts Bank Geld wechselt, obwohl sie dort kein Konto hat, er wird stutzig, doch Brinkmann nimmt Wegners Beobachtung nicht ernst. Frau Martell ruft in der Nacht Corbut anonym an und weist ihn auf einen Umschlag vor seiner Wohnungstür hin. Dort liegen die Begleitscheine der Kassetten, sie fordert nunmehr das Geld. Als Corbut versucht, mit Laura zu fliehen, schießt Hoffmann aus dem Hinterhalt auf die beiden, so dass er in die Wohnung zurück muss. Er will sich der Polizei stellen, doch Laura hindert ihn daran, weil sie erst wissen will, was los ist. Er offenbart ihr seine Spielsucht und dass Westernburger ihn erpresst  hat, weil er das Geld aus der Bank unterschlagen hatte. Corbut vermutet Westernburger als Hintermann hinter der jetzigen Erpressung. Laura schlägt vor, nochmal einen Überfall auf den Geldtransporter zu verüben, so dass sich beide zusammen nach Südamerika absetzen könnten. Am nächsten Morgen sucht Brinkmann Corbut auf und befragt ihn nach den beiden Fahrern. Während des Gesprächs ruft Hoffmann an und fordert das Geld. Am Abend bietet Corbut ihm DM 50.000,- als „Anzahlung“ und versichert ihm, über mehr Geld nicht verfügen zu können. Hoffmann besteht auf einer Übergabe der gesamten Summe am Mainufer. Hoffmann und Frau Martell sind zufrieden mit der Anzahlung und meinen, sie hätten Corbut doch in der Hand. Wegner hat Frau Martell im Auge und durchsucht während ihrer Abwesenheit heimlich ihre Wohnung. Dort findet er ihre Waffe und das erpresste Geld.
Er berichtet Brinkmann über seinen Fund und vermutet Frau Martell als Drahtzieherin hinter dem Überfall. Brinkmann und Wegner erwirken einen Durchsuchungsbefehl und suchen Frau Martell auf. Sie finden das Geld und fragen sie, woher dieses stammt, woraufhin sie behauptet, das Geld sei von den Gangstern am Vorabend anonym als „Schmerzensgeld“ für die Verletzung ihres Mannes in den Briefkasten geworfen worden. Weil die Antwort so abstrus klingt, nimmt Brinkmann sie vorläufig fest. Unterdessen fährt Laura vor die Bank vor, während Brinkmann und Wegner dort Corbut aufsuchen. Laura verschwindet, als sie die Beamten sieht. In der Bank ertappen die beiden Kommissare Corbut beim Beiseiteschaffen eines großen Geldbetrags, obwohl sie ihn eigentlich lediglich fragen wollten, ob die bei Frau Martell sichergestellten Scheine aus seiner Bank stammen könnten. Wegner bleibt bei Corbut, während Brinkmann dem Geldtransporter hinterherfährt, weil er einen Überfall auf diesen vermutet. Brinkmann stoppt den Geldtransporter und kontrolliert die Geldbündel, wie beim ersten Überfall, sind nur die obersten Scheine echt, die übrigen bestehen aus Zeitungspapier. Corbut legt daraufhin ein vollständiges Geständnis über seine Geldunterschlagungen ab. Er vermutet Westernburger als Drahtzieher hinter den weiteren Erpressungen. Da er am nächsten Tag wieder einen erpresserischen Anruf erwartet, schlägt Brinkmann ihm vor, als Lockvogel mitzumachen, dies würde sich mildernd auf sein Strafmaß auswirken.
Corbut erhält den Anruf, Brinkmann und Wegner sind anwesend. Er geht zum Übergabeort, die Beamten sind dabei und hören über ein Mikrofon an Corbuts Kleidung alles mit. Corbut wird das Geld von Hoffmann entrissen, der mit einem Fahrrad versucht, zu entkommen, Brinkmann eilt diesem hinterher. Er springt auf einem Museumszug durch die Frankfurter Innenstadt auf, um Hoffmann zu verfolgen. Er überholt Hoffmann, springt vom Zug ab und stellt diesen. Als Hoffmann zu entkommen versucht, schießt er auf diesen und Hoffmann ergibt sich. Brinkmann sucht am nächsten Tag Martell im Krankenhaus auf, diese hat alles auf sich und Hoffmann genommen, um ihren Mann zu schützen, doch Brinkmann hat ihr nicht geglaubt und will Martell zu einem Geständnis drängen. Sie können ihm allerdings nichts nachweisen, so dass sie wieder gehen müssen und Martell straffrei bleibt. Die Beamten gehen ins Spielcasino und beobachten dort Westernburger und Laura Winter, die sich als dessen Komplizin herausstellt. Die Vermutung der beiden Beamten, dass diese hinter der Erpressung Corbuts zu Beginn standen, bewahrheitet sich somit.

## Rezeption

### Einschaltquoten
Die Erstausstrahlung von Schmerzensgeld am 13. Oktober 1985 erreichte für Das Erste einen Marktanteil von 47,0 Prozent und wurde in Deutschland von 19,22 Millionen Zuschauern gesehen.

### Hintergrund
Schmerzensgeld wurde zwischen dem 16. Oktober und 24. November 1984 in Frankfurt am Main gedreht. Das Drehbuch entstand auf Grundlage des Kriminalromans Die Patentlösung von Peter Hebel.

## Kritik
„Auftritt ‚Fliege‘, ein Polizist alter Schule“